# Perrigny-sur-Loire
 Perrigny-sur-Loire  es una población y comuna francesa, en la región de Borgoña, departamento de Saona y Loira, en el distrito de Charolles y cantón de Bourbon-Lancy.

## Demografía
| 246 | 239 | 224 | 181 | 153 | 130 |
| Para los censos de 1962 a 1999 la población legal corresponde a la población sin duplicidades (Fuente: INSEE [Consultar]) |     |     |     |     |     |